# Liste der Bodendenkmäler in Sand am Main
Auf dieser Seite sind die Bodendenkmäler in der unterfränkischen Gemeinde Sand a.Main zusammengestellt. Diese Tabelle ist eine Teilliste der Liste der Bodendenkmäler in Bayern. Grundlage ist die Bayerische Denkmalliste, die auf Basis des Bayerischen Denkmalschutzgesetzes vom 1. Oktober 1973 erstmals erstellt wurde und seither durch das Bayerische Landesamt für Denkmalpflege geführt wird. Die folgenden Angaben ersetzen nicht die rechtsverbindliche Auskunft der Denkmalschutzbehörde.

Wappen von Sand

Diese Liste gibt den Fortschreibungsstand vom 3. Juli 2018 wieder und enthält sechs Bodendenkmäler.

## Bodendenkmäler nach Gemarkung

### Sand a.Main
| Lage                             | Objekt | Akten-Nr.     | Bild |
| -------------------------------- | --- | ------------- | ---- |
| Kirchplatz 1 (Standort)          | Untertägige Bauteile der katholischen Pfarrkirche St. Nikolaus (Baudenkmal D-6-74-195-1) von Sand a.Main sowie Fundamente eines hochmittelalterlichen Vorgängerbaus | D-6-6029-0050 |      |
| Kernstadt Sand a.Main (Standort) | Untertägige Siedlungsteile des Mittelalters und der frühen Neuzeit im Bereich der Kernstadt von Sand a.Main.                                                        | D-6-6029-0051 |      |
| Vorstadt Sandwörth (Standort)    | Untertägige Siedlungsteile des Mittelalters und der frühen Neuzeit im Bereich der Vorstadt „Sandwörth“ von Sand a.Main                                              | D-6-6029-0052 |      |

### Zeller Forst-West
| Lage                                               | Objekt | Akten-Nr.     | Bild           |
| -------------------------------------------------- | --- | ------------- | -------------- |
| westlich Gipfel Ebersberg bei Zell (Standort)      | Abschnittsbefestigung vor- und frühgeschichtlicher Zeitstellung und mittelalterlicher Burgstall „Ebersberg“ | D-6-6029-0001 |                |
| Südsüdöstlich Gipfel Ebersberg bei Zell (Standort) | Bestattungsplatz mit Grabhügel vorgeschichtlicher Zeitstellung                                              | D-6-6029-0022 |                |
| Waldrand nördlich von Oberschleichach (Standort)   | Bestattungsplatz mit Grabhügeln der Hallstattzeit                                                           | D-6-6029-0022 | weitere Bilder |